# Régiment Mestre de Camp Général dragons
Pour les articles homonymes, voir régiment Mestre de Camp Général.
Le régiment Mestre de Camp Général dragons est un régiment de cavalerie français d'Ancien Régime créé en 1674 sous le nom de régiment de Tessé dragons devenu sous la Révolution le 10e régiment de dragons.

## Création et différentes dénominations
- 25 mars 1674 : création du régiment de Tessé dragons
- 10 mars 1685 : renommé régiment Mestre de Camp Général dragons
- 1er janvier 1791 : renommé 10e régiment de dragons

## Équipement

### Guidons
4 guidons « de ſoye blanche, & devise Victoria pinget au milieu, ſemez de fleurs de lys brodées en or, & frangez d’or ».

4 guidons « de ſoye à double fond bleu & blanc, le bleu eſt ſemé de fleurs de lys brodées en or, et ſur le blanc eſt écrit ces mots, Victoria pinget, brodez & frangez d’or ».

### Habillement

Uniformes
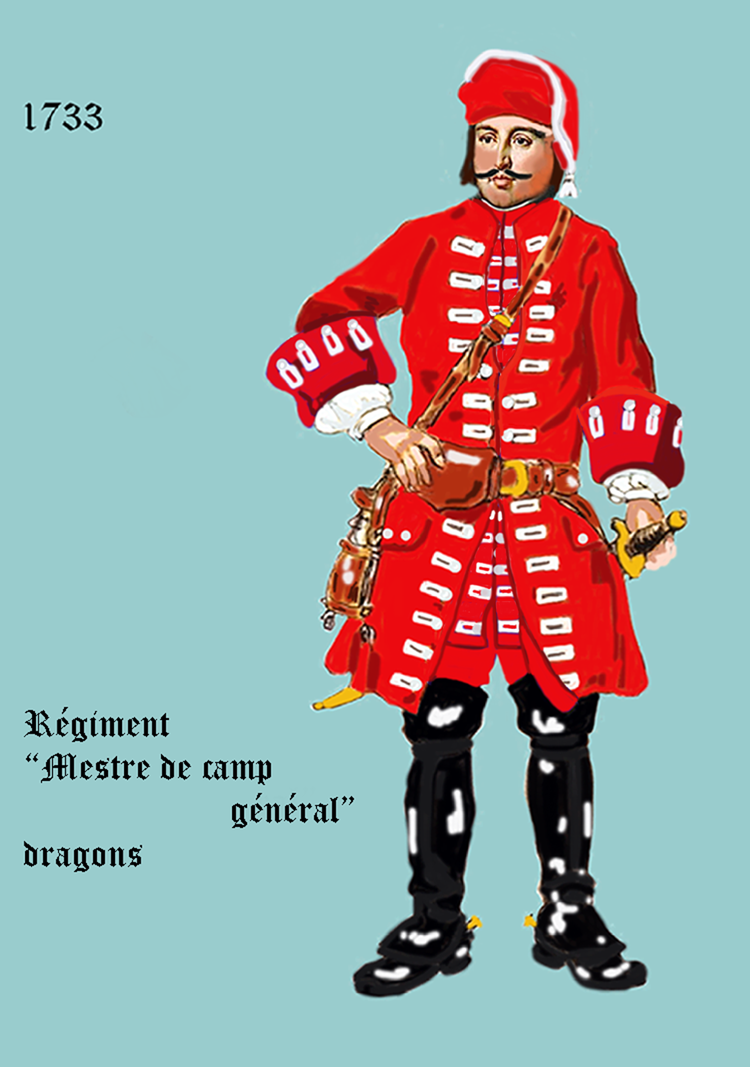
régiment Mestre de Camp Général dragons de 1733 à 1750
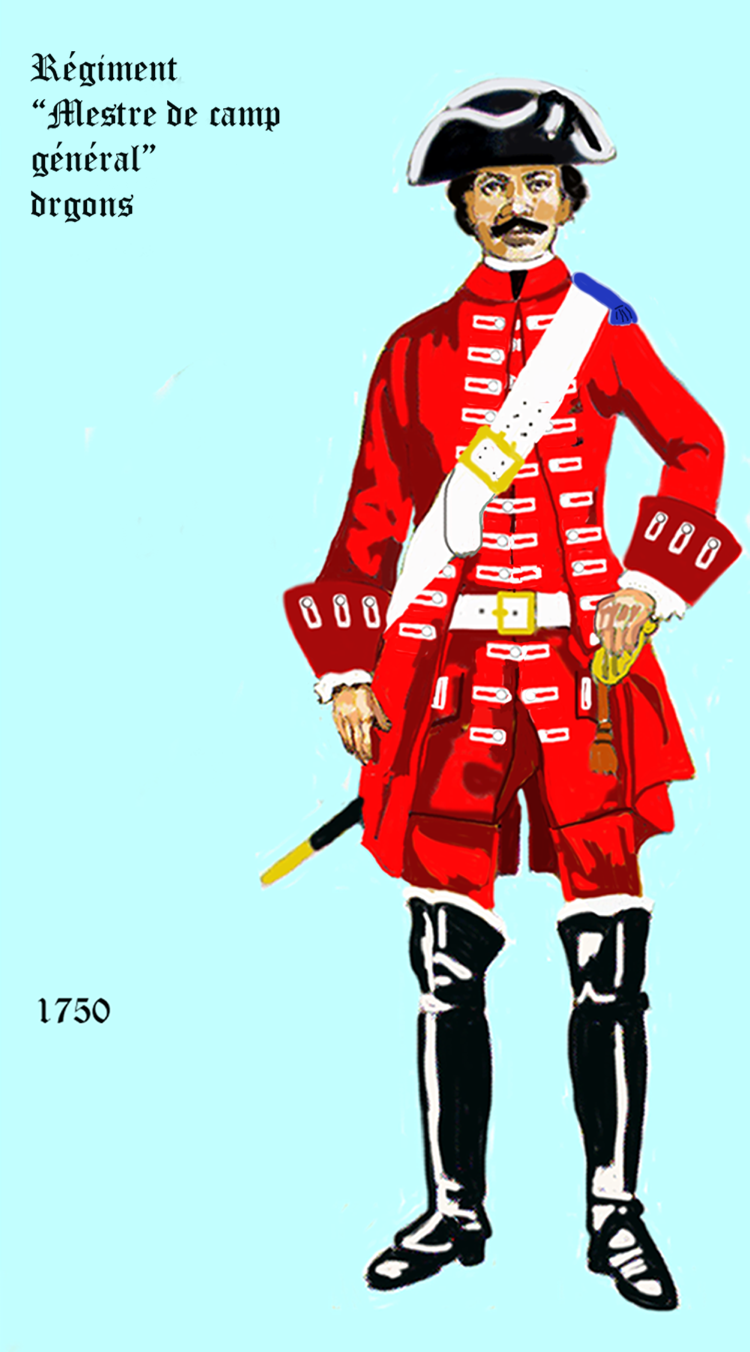
régiment Mestre de Camp Général dragons de 1750 à 1757
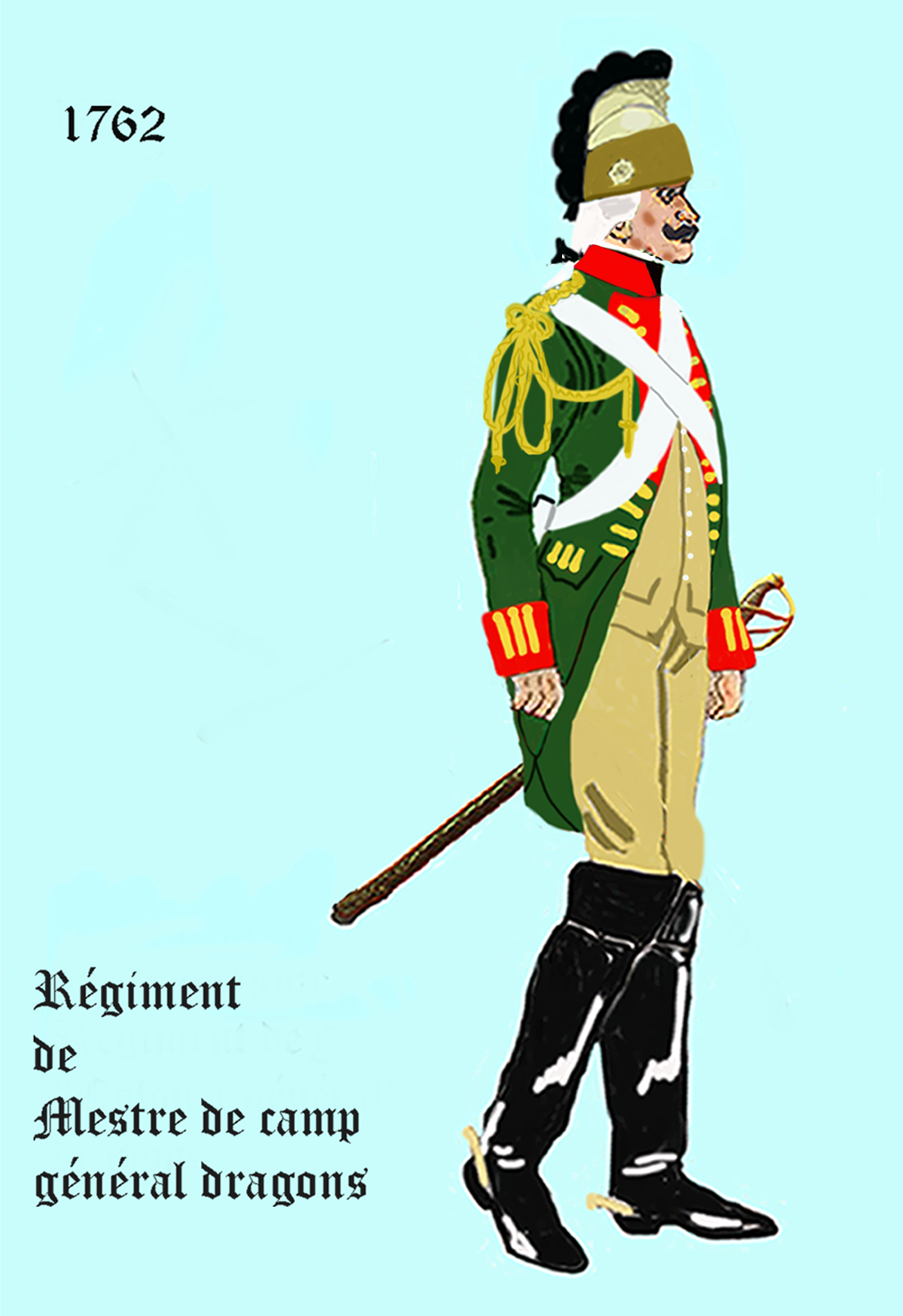
régiment Mestre de Camp Général dragons de 1762 à 1763
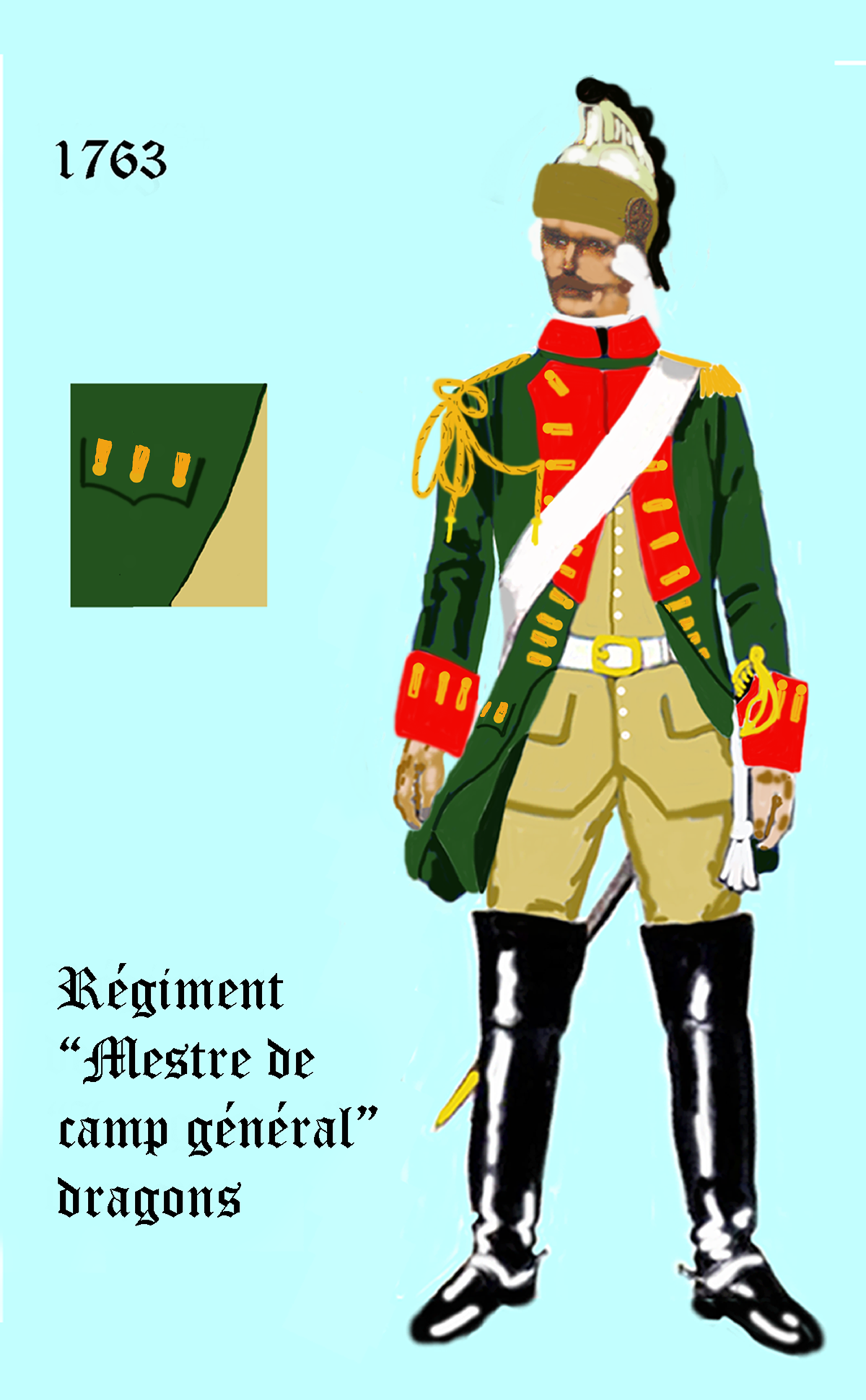
régiment Mestre de Camp Général dragons de 1763 à 1776

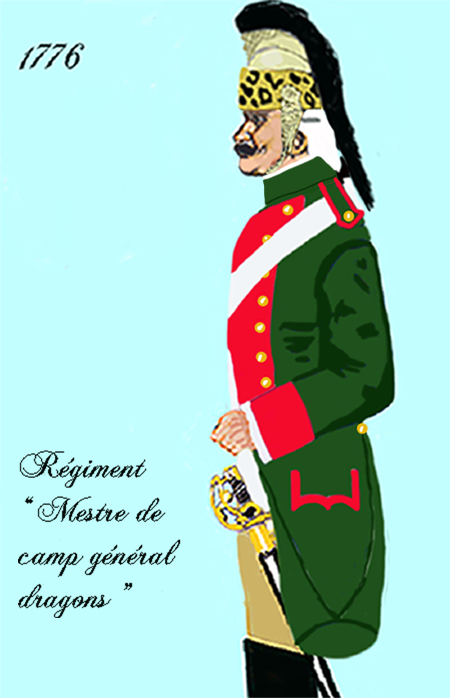
régiment Mestre de Camp Général dragons de 1776 à 1779
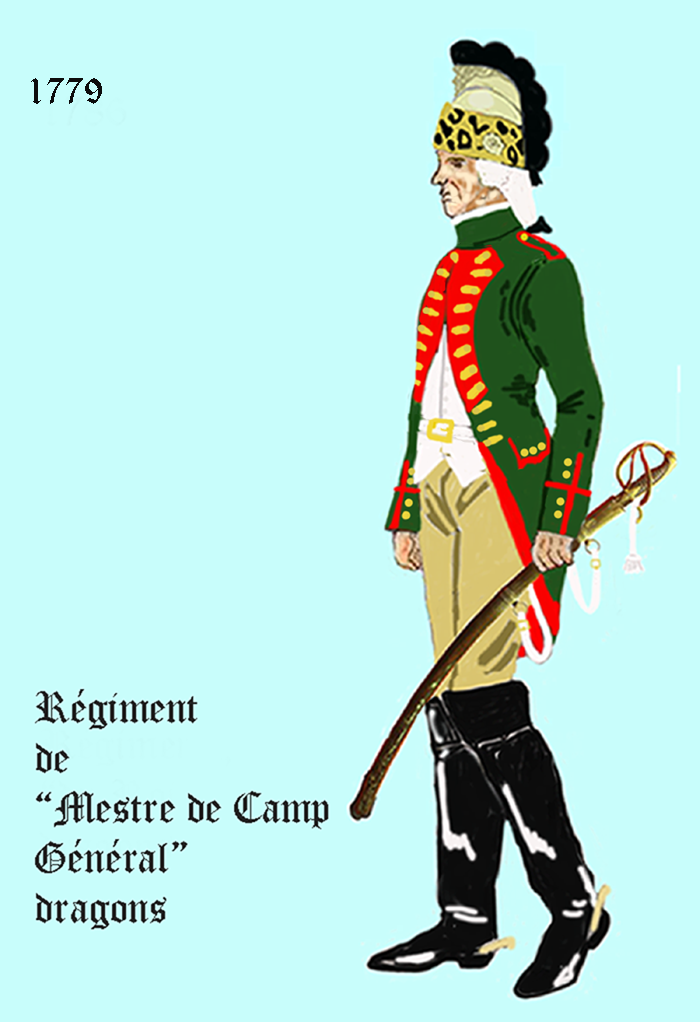
régiment Mestre de Camp Général dragons de 1779 à 1786
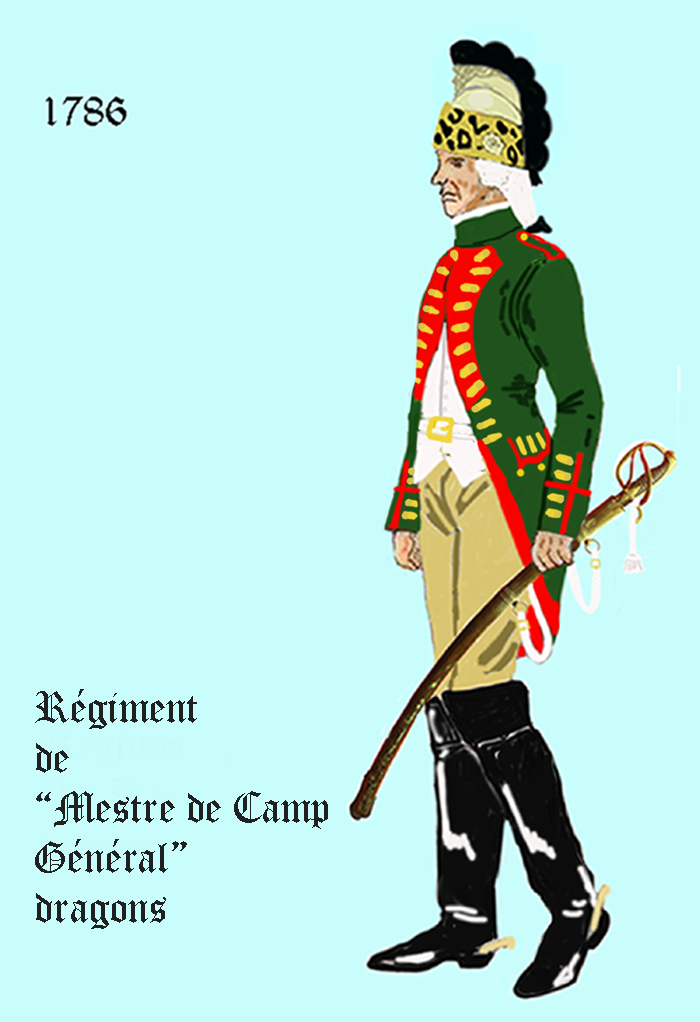
régiment Mestre de Camp Général dragons de 1786 à 1791
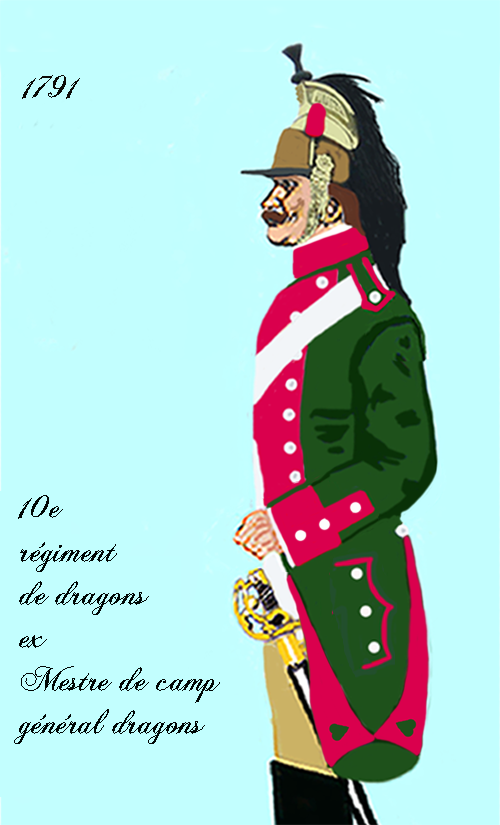
10e régiment de dragons après 1791

| Illustrations de Vernet de la série La grande armée de 1812 |  |
|                                                             |  |

## Historique

### Mestres de camp-commandants et colonels
Premier colonel
- 25 mars 1674 : René de Froulay, comte de Tessé, brigadier de dragons le 20 janvier 1678, mestre de camp général des dragons le 17 décembre 1684, maréchal de camp le 24 août 1688, lieutenant général des armées du roi le 17 avril 1792, colonel général des dragons le 29 avril 1692, maréchal de France le 14 janvier 1703, † 30 mai 1725

Mestres de camp généraux
- 17 décembre 1684 : René de Froulay, comte de Tessé (premier colonel)
- 29 avril 1692 : Louis, comte de Mailly, brigadier le 25 avril 1691, maréchal de camp le 30 mars 1693, † 6 avril 1699
- 11 mai 1696 : Antoine de Gramont, comte puis duc de Guiche puis duc de Gramont, brigadier le 24 juin 1694, maréchal de camp le 29 janvier 1702, colonel général des dragons le 25 mars 1703, lieutenant général des armées du roi le 26 octobre 1704, maréchal de France le 2 février 1724, † 16 septembre 1725
- 25 mars 1703 : Gabriel Étienne Louis Texier, marquis d’Hautefeuille, brigadier de dragons le 23 décembre 1702, maréchal de camp le 26 octobre 1704, lieutenant général des armées du roi le 1er octobre 1718, † 14 juin 1743
- 5 juillet 1709 : Charles Louis Auguste Foucquet, comte puis duc de Belle-Isle, brigadier de dragons le 12 novembre 1708, maréchal de camp le 8 mars 1718, lieutenant général des armées du roi le 22 décembre 1731, maréchal de France le 11 février 1741, † 26 janvier 1761
- 9 juin 1736 : Marie Charles Louis d’Albert de Luines, duc de Montfort puis duc de Chevreuse, brigadier le 9 juin 1736, maréchal de camp le 20 février 1743, lieutenant général le 1er janvier 1748
- 24 janvier 1754 : Marie François Henry de Franquetot, marquis puis duc de Coigny, brigadier le 23 juillet 1756, maréchal de camp le 20 février 1761, colonel général des dragons en 1771, maréchal de France le 3 juillet 1816, † 19 mai 1821
- octobre 1771 : Louis Joseph Charles Amable d’Albert de Luynes, maréchal de camp en 1781, colonel général des dragons en 1783, † 23 mai 1807
- 1789 : François Marie Casimir de Franquetot, marquis de Coigny

Colonels et chefs de brigade
- 1791 : chevalier Joseph Mercure d’Estresses
- 1792 : Joachim Joseph Neuilly
- 8 mars 1793 : Jean Louis de La Roque, général de brigade provisoire le 7 avril 1793 confirmé le 15 mai, † 2 mars 1794
- 1793 : Antoine François Pierson
- 1795 : Jean-Baptiste Godard
- 1800 : Jacques Marie Cavaignac, général de brigade en 1812, lieutenant général le 21 octobre 1814, † 23 janvier 1855
- 20 septembre 1806 : Jean-Baptiste Dommanget, général de brigade le 6 août 1811, † 10 février 1848
- 1811 : Francois Félicité Chabert
- 1814 : Louis Claude Chaillot

### Campagnes et batailles
Le 10e régiment de dragons a fait les campagnes de 1792 et 1793 à l’armée du Nord ; 1794 à l’armée des Ardennes.

Campagnes des ans IV et V à l’armée de Rhin-et-Moselle ; an VI aux armées de Mayence et de l’Ouest ; an VII à l’armée de l’Ouest ; an VIII aux armées de Batavie, de réserve et d’Italie ; an IX à l’armée des Grisons. Faits d’armes : bataille de Rastadt, le 5 juillet 1796 ; batailles de Berghen, d’Alkmaer et de Kastricum, les 19 septembre, 2 et 6 octobre 1799.
Campagnes des ans XIII et XIV au 1er corps de cavalerie de réserve de la Grande Armée (2e division) ; 1806 au 6e corps de cavalerie de réserve ; 1807 à l’armée du Centre et au camp de Boulogne ; 1808 au corps d’observation de la Gironde ; 1809 et 1810 à l’armée d’Espagne ; 1811 à l’armée de Portugal.
Le 5e régiment de chevau-légers lanciers a fait les campagnes de 1812 au corps d’observation de l’Elbe (1er corps de cavalerie de réserve de la Grande Armée) ; 1813 et 1814 au 1er corps de cavalerie de la Grande Armée ; 1815 au 1er corps d’armée.

### Quartiers
- Épinal[1]
- en Franche-Comté[2]